# Llista de monuments de Benicalap (València)
Monuments i béns immobles catalogats com a béns d'interés cultural (BIC) i béns immobles de rellevància local (BRL) del districte de Benicalap de València.

## Monuments d'interés cultural
| Monument          | Prot.? | Estil/època                      | Localització                                            | Coordenades                                          | Codi?         | Imatge |
| ----------------- | ------ | -------------------------------- | ------------------------------------------------------- | ---------------------------------------------------- | ------------- | --- |
| Alqueria del Moro | BIC    | S.XIV; s. XVI; s. XVII; s. XVIII | València C. Alqueria dels Moros, camí vell de Burjassot | 39° 29′ 58″ N, 0° 23′ 51″ O / 39.499534°N,0.397479°O | RI-51-0010452 | Alqueria del Moro (València) · Vegeu més fotos d'aquest monument · Carregueu una nova foto d'aquest monument |

## Monuments d'interés local
| Monument                                             | Prot.? | Estil/època | Localització                              | Coordenades                                          | Codi?         | Imatge |
| ---------------------------------------------------- | ------ | ----------- | ----------------------------------------- | ---------------------------------------------------- | ------------- | --- |
| Convent de recoletes de Sant Agustí                  | BRL    | 1915        | València Av. Doctor Peset Aleixandre, 130 | 39° 29′ 21″ N, 0° 23′ 15″ O / 39.489141°N,0.387631°O | 46.15.250-206 | Convent de recoletes de Sant Agustí (València) · Vegeu més fotos d'aquest monument · Carregueu una nova foto d'aquest monument                  |
| Església parroquial de la Mare de Déu de l'Esperança | BRL    |             | València Av. Doctor Peset Aleixandre, 130 | 39° 29′ 21″ N, 0° 23′ 15″ O / 39.489141°N,0.387631°O | 46.15.250-273 | Església parroquial de la Mare de Déu de l'Esperança (València) · Vegeu més fotos d'aquest monument · Carregueu una nova foto d'aquest monument |
| Església parroquial de Sant Roc                      | BRL    |             | València Pl. Nova de l'Església, 2        | 39° 29′ 32″ N, 0° 23′ 29″ O / 39.4921°N,0.391293°O   | 46.15.250-272 | Església parroquial de Sant Roc (València) · Vegeu més fotos d'aquest monument · Carregueu una nova foto d'aquest monument                      |

## Espais etnològics d'interés local
| Monument                                           | Prot.? | Estil/època | Localització                               | Coordenades                                          | Codi?           | Imatge |
| -------------------------------------------------- | ------ | ----------- | ------------------------------------------ | ---------------------------------------------------- | --------------- | --- |
| Alqueria de la Torre                               | BRL    | s.XVIII     | València Camí vell de Burjassot            | 39° 29′ 58″ N, 0° 23′ 50″ O / 39.499583°N,0.397222°O | 46.15.250-E467  | Alqueria de la Torre (València) · Vegeu més fotos d'aquest monument · Carregueu una nova foto d'aquest monument                        |
| Ceramo Fàbrica de Mayólica                         | BRL    |             | València Benicalap                         | 39° 29′ 26″ N, 0° 23′ 27″ O / 39.490417°N,0.390833°O | 46.15.250-086   | Ceramo Fàbrica de Mayólica (València) · Vegeu més fotos d'aquest monument · Carregueu una nova foto d'aquest monument                  |
| Fumeral del Celler Verdier                         | BRL    | 1886-1891   | València C. Safor - c. Dr. Nicasi Benlloch |                                                      | 46.15.250-E408  | Carregueu una nova foto d'aquest monument                                                                                              |
| Retaule ceràmic de la Mare de Déu del Roser        | BRL    | 1751        | València Parc de Benicalap                 | 39° 29′ 46″ N, 0° 23′ 46″ O / 39.496111°N,0.396111°O | 46.15.250-E243  | Retaule ceràmic de la Mare de Déu del Roser (València) · Vegeu més fotos d'aquest monument · Carregueu una nova foto d'aquest monument |
| Retaule ceràmic de Sant Antoni de Pàdua, Benicalap | BRL    |             | València C. Florista, 15                   | 39° 29′ 22″ N, 0° 23′ 32″ O / 39.489569°N,0.3922°O   | 46.250.250-1010 | Retaule ceràmic de Sant Antoni de Pàdua (València) · Vegeu més fotos d'aquest monument · Carregueu una nova foto d'aquest monument     |
| Retaule ceràmic de Sant Roc, Benicalap             | BRL    |             | València C. Sant Roc, 8                    | 39° 29′ 35″ N, 0° 23′ 48″ O / 39.492947°N,0.396639°O | 46.250.250-1013 | Retaule ceràmic de Sant Roc (València) · Vegeu més fotos d'aquest monument · Carregueu una nova foto d'aquest monument                 |

## Espais de protecció arqueològica
| Monument                                        | Prot.? | Estil/època | Localització | Coordenades                                       | Codi?         | Imatge |
| ----------------------------------------------- | ------ | ----------- | ------------ | ------------------------------------------------- | ------------- | --- |
| Conjunt de les alqueries del Moro i de la Torre | BRL    | s.XIII-XX   | València     | 39° 29′ 57″ N, 0° 23′ 46″ O / 39.499167°N,0.396°O | 46.15.250-438 | Alqueries del Moro i de la Torre (València) · Vegeu més fotos d'aquest monument · Carregueu una nova foto d'aquest monument |